# 费利佩·雷耶斯
费利佩·雷耶斯（西班牙語：Felipe Reyes，1980年3月16日—），西班牙籃球運動員。在場上的位置是大前鋒或中鋒。他現在效力於西班牙籃球甲級聯賽球隊皇家馬德里籃球俱樂部。他的哥哥阿方索·雷耶斯也是一位籃球運動員，兩人曾同時進入西班牙國家籃球隊陣容。